# Jack Link’s 500

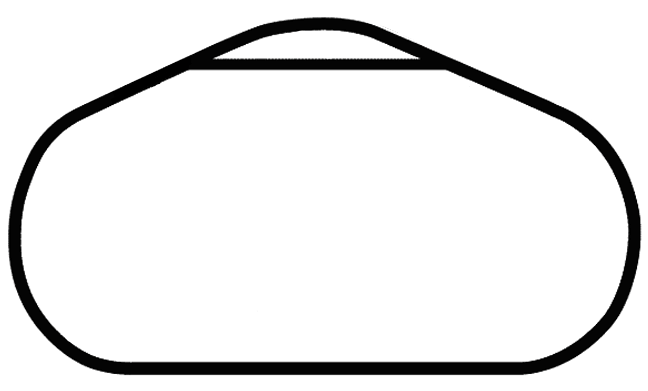
Karte des Talladega Superspeedway

Das Jack Link's 500 ist ein Rennen der NASCAR Cup Series und findet im späten April oder frühen Mai auf dem Talladega Superspeedway in Talladega, Alabama statt. Das GEICO 500 ist eines von vier Restrictor-Plate-Rennen im Kalender des Nextel Cup. Das Rennen des Jahres 1997, welches Mark Martin gewann, war das schnellste in der Geschichte von NASCAR mit einer Durchschnittsgeschwindigkeit von 188,354 mph (303,126 km/h).
Zwischen 1970 und dem Ende des Grand Slam im Jahre 2004 durch den sogenannten Ferko-Prozess war das GEICO 500 das zweite Rennen zum Grand Slam. Zudem war es Teil der Winston Million.
Der ehemalige Namen des Rennens (Aaron’s 499) leitete sich vom Hauptsponsor Aaron’s, Leasinganbieter von Haushaltsgegenständen ab. Die 499 sollte die Tendenz widerspiegeln, Produkte für 99 US-Dollar pro Monat leasen zu können. Trotz des Namens war das Rennen selbst etwas mehr als 500 Meilen lang.

## Geschichte
Im Jahre 1987 wurde der Fangzaun durch Bobby Allisons Wagen schwer beschädigt, als sein Wagen in Runde 22 bei einem Unfall abhob, in den Fangzaun flog und ihn herunterriss. Aufgrund des Vorfalls wurde der Einsatz von Luftmengenbegrenzern, den Restrictor Plates, in diesem Rennen, dem Herbstrennen sowie beiden Rennen in Daytona vorgeschrieben.
Im Rennen der Saison 2003 gewann Dale Earnhardt junior sein viertes aufeinanderfolgendes Rennen in Talladega, allerdings war dieser Sieg nicht frei von Kontroversen. Nach dem Frühjahrsrennen der Saison 2001 zog NASCAR sowohl in Talladega als auch Daytona eine gelbe Linie am unteren Rand der Strecke. Sie dient als untere Grenze der Fahrbahn und ein Fahrer, der diese Linie beim Überholen überschreitet, muss die gewonnene Position zurückgeben. Eine Ausnahme besteht darin, wenn der Fahrer beim Überholvorgang unter diese gedrückt wurde. Earnhardt Jr. fuhr ein gutes Stück unterhalb dieser Linie, als er den Führenden Matt Kenseth überholte. NASCAR entschied, dass Earnhardt Jr. unter die Linie gezwungen wurde und der Überholvorgang korrekt war, obwohl in ähnlichen Umständen bereits anders entschieden wurde.
Jeff Gordons Sieg im Jahre 2004 war gekennzeichnet von einem Dreher von Brian Vickers viereinhalb Runden vor Schluss. Das Reglement sah zu diesem Zeitpunkt vor, dass wenn in einem Rennen weniger als fünf Runden zu fahren sind keine rote Flagge bei einer Gelblichtphase gezeigt wird, um noch einen Zieleinlauf unter Grün zu ermöglichen. Als das Rennen unter Gelb geschaltet wurde, hatte Dale Earnhardt Jr. gerade Gordon überholt, aber beim letzten Überqueren der Ziellinie war Gordon noch in Führung. Als das Rennen unter Gelb zu Ende gefahren wurde und Gordon seine Ehrenrunde drehte, warfen die Fans Müll auf die Strecke, um gegen den Zieleinlauf zu protestieren. Da dies der zweite Vorfall nach dem Pepsi 400 in Daytona im Jahre 2002 war, entschied sich NASCAR zwei Monate später, das sogenannte Green-White-Checker einzuführen, bei dem das Rennen entsprechend verlängert wird, um einen Zieleinlauf unter Grün sicherzustellen.
In der Saison 2009 ereignete sich in der letzten Runde ein ähnlich schwerer Unfall wie schon 22 Jahre zuvor durch Bobby Allison. In der letzten Kurve versuchte Brad Keselowski den bis dato führenden Carl Edwards innen zu überholen. Als Edwards ebenfalls nach innen zog, um Keselowski zu blocken, berührten sich beide Wagen. Edwards drehte sich, wobei sein Heck leicht abhob. In diesem Moment traf sein Heck die Front des zu diesem Zeitpunkt auf Platz drei liegenden Ryan Newman, worauf Edwards’ Wagen mehrere Meter abhob, sich während des Flugs einmal um die eigene Achse drehte und letztendlich in den Fangzaun einschlug. Dabei wurden sieben Zuschauer durch herumfliegende Teile verletzt. Infolge des Unfalls wurden die Fangzäune auf der Strecke erhöht.
Im Jahre 2011 gab es insgesamt 88 Führungswechsel. Bereits 2010 fanden während des Rennens 88 Führungswechsel statt, der letzte jedoch in der „Nachspielzeit“ während der Green-White-Checker Phase. Jimmie Johnsongewann vor Clint Bowyer mit einem Vorsprung von 0.002 Sekunden, wodurch der bisherige Rekord (aufgestellt auf dem Darlington Raceway im Jahre 2003) des knappsten Zieleinlaufes egalisiert wurde.

## Sieger
- 1970:  Pete Hamilton
- 1971:  Donnie Allison
- 1972:  David Pearson
- 1973:  David Pearson
- 1974:  David Pearson (170 Runden / 452,2 Meilen wegen der Ölkrise)
- 1975:  Buddy Baker
- 1976:  Buddy Baker
- 1977:  Darrell Waltrip
- 1978:  Cale Yarborough
- 1979:  Bobby Allison
- 1980:  Buddy Baker
- 1981:  Bobby Allison
- 1982:  Darrell Waltrip
- 1983:  Richard Petty
- 1984:  Cale Yarborough
- 1985:  Bill Elliott
- 1986:  Bobby Allison
- 1987:  Davey Allison (178 Runden / 473,48 Rennen verkürzt aufgrund Dunkelheit wegen längerer Reparatur des Fangzaunes in Runde 22)
- 1988:  Phil Parsons
- 1989:  Davey Allison
- 1990:  Dale Earnhardt
- 1991:  Harry Gant (Rennen vom Sonntag auf den Montag wegen Regens verschoben)
- 1992:  Davey Allison
- 1993:  Ernie Irvan
- 1994:  Dale Earnhardt
- 1995:  Mark Martin
- 1996:  Sterling Marlin
- 1997:  Mark Martin (Rennen um zwei Wochen wegen Regen verschoben)
- 1998:  Bobby Labonte
- 1999:  Dale Earnhardt
- 2000:  Jeff Gordon
- 2001:  Bobby Hamilton
- 2002:  Dale Earnhardt junior
- 2003:  Dale Earnhardt Jr.
- 2004:  Jeff Gordon
- 2005:  Jeff Gordon (194 Runden / 516,04 Meilen aufgrund Green-White-Checker-Zieleinlauf)
- 2006:  Jimmie Johnson (Rennen vom Sonntag auf den Montag wegen Regens verschoben)
- 2007:  Jeff Gordon (192 Runden / 510,72 Meilen aufgrund Green-White-Checker-Zieleinlauf)
- 2008:  Kyle Busch
- 2009:  Brad Keselowski
- 2010:  Kevin Harvick
- 2011:  Jimmie Johnson
- 2012:  Brad Keselowski
- 2013:  David Ragan
- 2014:  Denny Hamlin
- 2015:  Dale Earnhardt Jr.
- 2016:  Brad Keselowski
- 2017:  Ricky Stenhouse junior
- 2018:  Joey Logano
- 2019:  Chase Elliott